# Trudolubiwka (obwód lwowski)
Trudolubiwka (ukr. Трудолюбівка, do 1951 Żdżarynki, Żdżarynka (ukr. Жджаринки, Жджаринка)) – wieś na Ukrainie, w obwodzie lwowskim, w rejonie czerwonogrodzkim. W 2001 roku liczyła 188 mieszkańców.
Do 1951 roku miejscowość nosiła nazwę Żdżarynki (ukr. Жджаринки, Żdżarynky).
W pobliżu znajduje się przystanek kolejowy Trudolubiwka, położony na linii Lwów – Sapieżanka – Kowel.